# Луґбу
Луґбу́ (англ. Lugbu) — одне із 15 вождівств округу Бо Південної провінції Сьєрра-Леоне. Адміністративний центр — містечко Сумбуя.
Населення округу становить 25453 особи (2015; 25529 в 2008, 26639 в 2004).

## Адміністративний поділ
У адміністративному відношенні вождівство складається з 6 секцій:
| № | Назва    | Оригінальна назва | Площа, км² | Населення, осіб (2008) | Адміністративний центр |
| - | -------- | ----------------- | ---------- | ---------------------- | ---------------------- |
| 1 | Ґао      | Gao               | -          | -                      | -                      |
| 2 | Йорма    | Yorma             | -          | -                      | -                      |
| 3 | Камба    | Kamba             | -          | 11806                  | -                      |
| 4 | Карґбеву | Kargbevu          | -          | 11806                  | Сумбуя                 |
| 5 | Кемо     | Kemoh             | -          | -                      | -                      |
| 6 | Маґбао   | Magbao            | -          | -                      | -                      |